# Psychologia psychoanalityczno-rozwojowa
Psychologia psychoanalityczno-rozwojowa – nurt psychologii teoretycznej i klinicznej, wywodzący się z klasycznej psychoanalizy Zygmunta Freuda, rozwijany w oparciu o współczesne badania nad rozwojem psychicznym jednostki – zwłaszcza w kontekście wczesnodziecięcych relacji interpersonalnych i struktur osobowości. Jest to integracyjna szkoła psychologiczna, która łączy elementy psychologii dynamicznej, psychologii rozwojowej oraz wybrane koncepcje psychoterapeutyczne (np. bioenergetyka).

## Główne założenia
Psychologia psychoanalityczno-rozwojowa zakłada, że kluczowe znaczenie dla rozwoju osobowości mają wczesne relacje z opiekunami, głównie w pierwszych trzech latach życia. Kładzie nacisk na znaczenie afektu, więzi emocjonalnej i struktur psychicznych, które powstają w wyniku interakcji z otoczeniem. Zaburzenia w tych relacjach prowadzą do patologii strukturalnych, których skutki ujawniają się w dorosłości, np. w postaci zaburzeń osobowości.

## Nurty składowe
Psychologia psychoanalityczno-rozwojowa integruje dorobek wielu szkół i myślicieli, w tym:
- Psychologia ego – rozwinięta m.in. przez Annę Freud i Heinza Hartmanna; bada mechanizmy obronne ego i jego zdolność do adaptacji[1].
- Psychologia relacji z obiektem – reprezentowana przez Melanie Klein, Margaret Mahler, Ottona Kernberga, Donalda Winnicotta i W. D. Fairbairna; podkreśla znaczenie wewnętrznych reprezentacji osób (obiektów) dla kształtowania się osobowości[2].
- Psychologia self – zapoczątkowana przez Heinza Kohuta, rozwijana przez Jamesa E. Gedo i Arnolda Goldberga; skupia się na rozwoju poczucia spójnej tożsamości i znaczeniu empatycznego otoczenia[3].
- Analiza charakteru oraz podejścia biodynamiczne – inspirowane pracami Wilhelma Reicha i Alexandra Lowena, kontynuowane m.in. przez Davida Shapiro i Michaela Horowitza; badają związek pomiędzy strukturą ciała, napięciem mięśniowym a procesami emocjonalnymi[4].

## Zastosowania kliniczne
Psychologia psychoanalityczno-rozwojowa znajduje zastosowanie w psychoterapii psychodynamicznej, szczególnie w pracy z pacjentami z zaburzeniami osobowości, traumą wczesnodziecięcą oraz problemami tożsamościowymi. Terapie oparte na tym nurcie są często długoterminowe i koncentrują się na rekonstrukcji wczesnych doświadczeń w relacji terapeutycznej.

## Przedstawiciele
Wśród ważnych postaci tej tradycji wymienia się m.in. Stephen M. Johnson, Nancy McWilliams, Otto Kernberg, Heinz Kohut, Margaret Mahler, Donald Winnicott.